# Dirk Zöllner

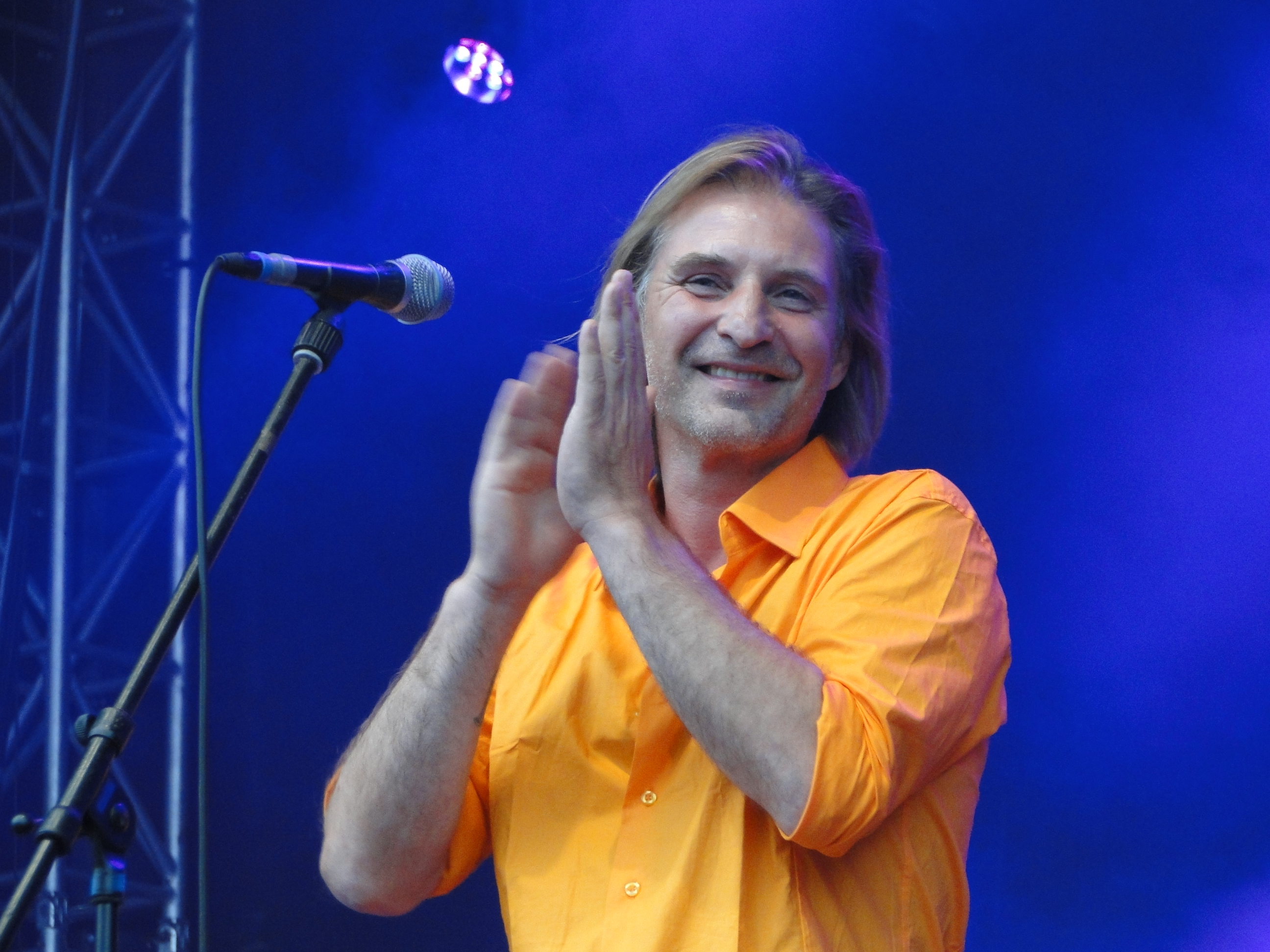
Dirk Zöllner 2013

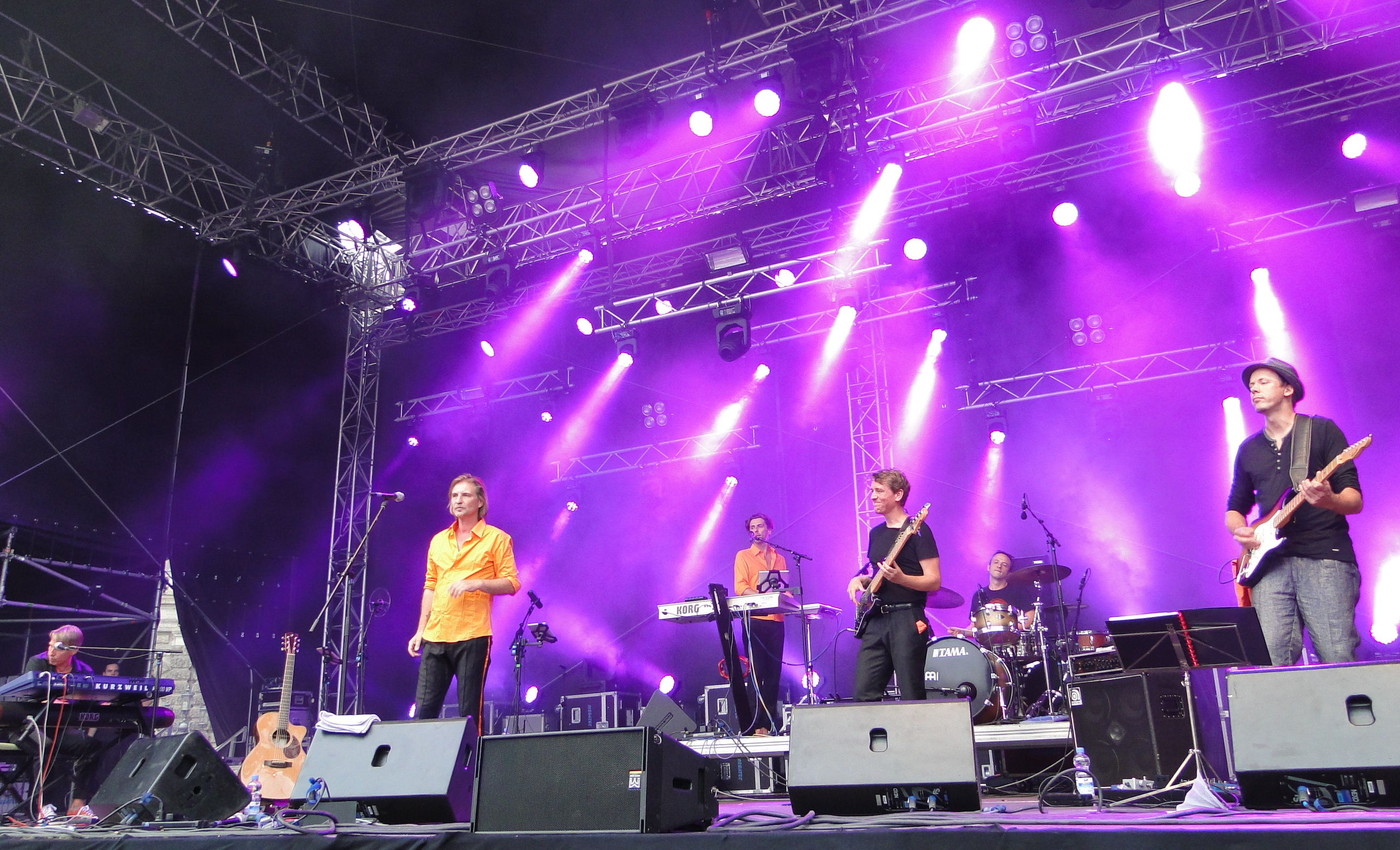
Die Zöllner 2013

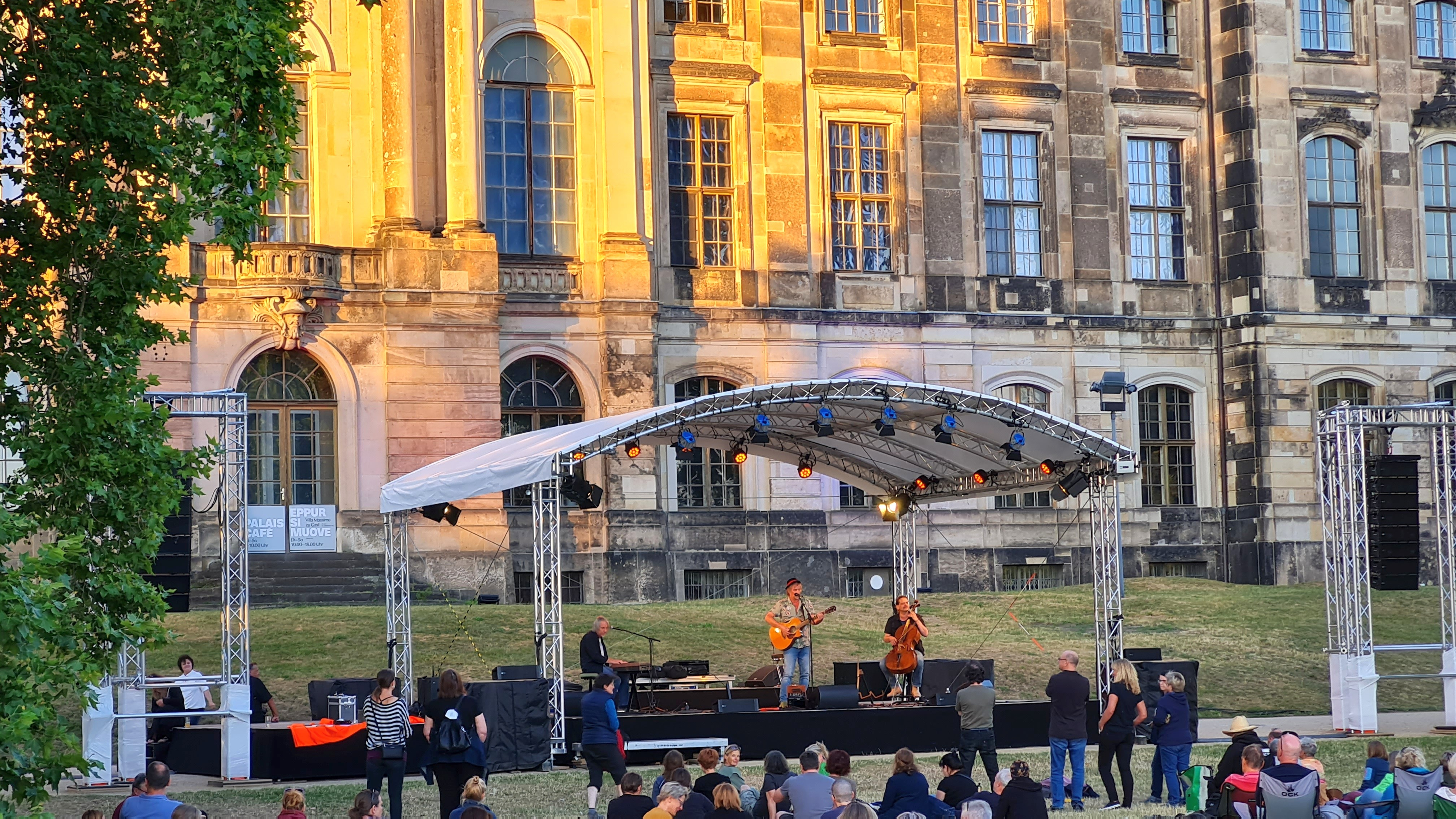
Das Trio Infernale mit Dirk Zöllner beim Kultursommer Dresden 2022

Dirk Zöllner (* 13. Juni 1962 in Ost-Berlin) ist ein deutscher Sänger, Liedtexter, Komponist und Musicaldarsteller.

## Leben
Zöllner wuchs in Berlin-Karlshorst auf und absolvierte eine Ausbildung zum Betonwerker. Musikalisch beeinflusst von seiner Mutter, die vor allem Otis Reddings und Temptations, und seinem Vater, der ihm die Rockband  Renft nahebrachte, wollte er schon früh Musiker werden.
In seiner Schulzeit wandte sich Zöllner dem Glam Rock zu und gründete mit Freunden die SWEET-Karaoke Band. Seine erste Gitarre bekam er im 9. Schuljahr geschenkt, mit der er sich autodidaktisch das Spielen beibrachte. Auf Schülerpartys interpretierte er unter anderem Songs von Udo Lindenberg, Neil Young und Bob Dylan. Zwischen 1980 und 1982 hatte Zöllner öffentliche Auftritte in Kirchen und bei Kulturwettbewerben.
Seine ersten Eigenkompositionen spielte Zöllner 1982 mit seiner Band Saumäßig, die er während seiner Armeezeit bei der NVA gegründet hatte. Mit der 1984 formierten Band Chicorée realisierte man erste Studioproduktionen für den Rundfunk der DDR; die Band erhielt einen Fördervertrag der FDJ und eine Spielerlaubnis. Die Ballade Käfer auf’m Blatt wurde ein größerer Erfolg; zahlreiche Konzerte folgten. 1985 nahm die Band erste Studioproduktionen für den Rundfunk der DDR auf.
Unter der Bedingung, an der Musikschule Friedrichshain ein Musikstudium zu absolvieren, erlangte Zöllner 1986 die Einstufung als Berufsmusiker. Tourneen führten nach Polen und Bulgarien. 1987 war die Band Teil der DEFA-Musikdokumentation flüstern & SCHREIEN, trennte sich jedoch kurz danach aufgrund von Differenzen. Zöllner suchte sich einen neuen Partner, den Pianisten André Gensicke, und gründete im November 1987 Die Zöllner, die 1988 im Vorprogramm  von James Brown vor 70.000 Zuschauern während des Open-Air-Festivals auf der Radrennbahn Weißensee auftraten.
1989 erfolgten erste Videoproduktionen für den Jugendsender Elf 99. Am 12. November 1989 waren Die Zöllner eine der wenigen DDR-Bands, die am Konzert für Berlin in der Berliner Deutschlandhalle teilnahmen. 1990 teilten sie sich die Konzertbühne mit Mick Taylor, Heinz Rudolf Kunze und Wolf Maahn. Im selben Jahr wurde die erste LP der Band im Plattenlabel Amiga veröffentlicht, und Zöllner nahm eine Einladung zum New Music Seminar in New York an. 1993 realisierte die Band rund 100 Deutschlandkonzerte. Mit André Herzberg und Dirk Michaelis ging Zöllner auf DreiHIGHligentour. Die ersten drei Monate 1995 nahm er eine Kreativpause in Kalifornien und tat sich dort mit Amateurbands zusammen. Zurück in Deutschland, ging er von April bis September jenes Jahres auf Deutschlandtournee. Zöllner gründete sein eigenes Plattenlabel ZuG-Records. Ende 1997 zerstritten sich die neun Mitglieder der Gruppe Die Zöllner und ihr Manager Reyk Zöllner, Dirks Bruder. Es kam zur Auflösung der Band, und Dirk Zöllner kündigte an, niemals wieder unter der Bezeichnung „Die Zöllner“ auftreten zu wollen. Beim folgenden Album firmierte er mit „Dirk Zöllner“, den darauffolgenden mit „Zöllner“, 2011 war eine Veröffentlichung wieder mit „Die Zöllner“ betitelt.
2006 spielte er neben dem Projekt Club der toten Dichter, das Gedichte von Heinrich Heine vertonte, die Rolle des Jesus in der Rockoper Jesus Christ Superstar von Andrew Lloyd Webber an der Staatsoperette Dresden. Diese Rolle interpretiert er seit 2009 auch in einer Produktion des Stadttheaters Pforzheim unter der Regie von Wolf Widder.
Das 2017 veröffentlichte Album Dirk und das Glück: Zöllner trifft Karma versammelt Texte, die von Werner Karma für das Silly-Folgealbum von Alles Rot verfasst, aber letztlich nicht verwendet worden waren. Am 4. Oktober 2019 veröffentlichte Zöllner das Album und den Musikfilm Zack Zack Zessions, 2023 das Album Portugal.

## Privates
Dirk Zöllner lebt in Berlin-Köpenick und ist mit seiner Managerin Johanna Bergmann liiert.
Von 1988 bis 1996 war er mit der Journalistin und Autorin Abini Zöllner verheiratet. Seine aus dieser Ehe stammende Tochter Rubini (* 1992) tritt zusammen mit Die Zöllner auf.
Sein Sohn Egon Werler (* 2005) gewann die 9. Staffel der Fernsehshow The Voice Kids und steht gelegentlich mit seinem Vater auf der Bühne.
Zöllner hat zwei weitere Kinder.

## Politik
Bei der Bundestagswahl 2009 rief Zöllner öffentlich zur Wahl der Partei Die Linke auf. Im Jahr 2013 spielten Die Zöllner eine „Wahlkampf-Tour“ für die Linken.
Zur 17.  Bundesversammlung am 13. Februar 2022 wurde Zöllner auf Vorschlag der Linksfraktion in Mecklenburg-Vorpommern als Mitglied der Bundesversammlung nominiert. Aufgrund einer COVID-19-Erkrankung konnte er an der Wahl jedoch nicht teilnehmen.
Im Mai 2023 gab Zöllner dem Linken-Politiker Dietmar Bartsch ein Fernseh-Interview bei Hauptstadt.TV.
Am 6. Juni 2024 trat Dirk Zöllner während einer Wahlkampfveranstaltung des Bündnis Sahra Wagenknecht zur Europawahl am Brandenburger Tor in Potsdam auf.

## Diskografie
- 1990: Die Zöllner (Amiga)
- 1991: Café Größenwahn
- 1993: Goldene Zeiten
- 1995: Zöllner Light – Live
- 1996: Bumm Bumm
- 1997: Good bye, Chérie
- 1999: Ich darf alles
- 2000: Zöllner Classics
- 2000: Die Drei HIGHligen (mit André Herzberg & Dirk Michaelis)
- 2002: OSTENde (mit IC Falkenberg)
- 2003: Auf der Reise – BEST OF
- 2004: HIGHlive (mit André Herzberg & Dirk Michaelis)
- 2004: Wo ist der Hund?
- 2006: Das Buch der Lieder (Club der toten Dichter: Heinrich Heine)
- 2008: 7 Sünden
- 2011: Die Zöllner live im Duo Infernale (nicht im freien Handel)
- 2012: Uferlos
- 2015: In Ewigkeit
- 2017: Dirk und das Glück: Zöllner trifft Karma
- 2019: Zack Zack Zessions
- 2023: Portugal
- 2024: Purpur (live)
- 2025: Die schönsten Balladen aus dem Land vor unserer Zeit (mit Manuel Schmid)

## Bücher
- Die fernen Inseln des Glücks: Eine Biografie. Neues Leben, Berlin 2012, ISBN 978-3-355-01796-1.
- Affenzahn. Eulenspiegel, Berlin 2017, ISBN 978-3-359-01345-7.
- Herzkasper. Eulenspiegel, Berlin 2020, ISBN 978-3-359-01197-2.